# James L. Walker
James L. Walker, född 1845 i Manchester, död 1904, var en brittiskfödd amerikansk individualanarkist och anarkoegoist, journalist och medarbetare till Benjamin Tucker. 
Walker skrev i Tuckers Liberty under pseudonymen ”Tak Kak”. Walker betecknade sig själv som egoist, kraftigt influerad av Max Stirner. Hans enda verk av betydelse är The Philosophy of Egoism, där han på ett mer direkt och lätt sätt än föregångaren Stirner beskriver den anarkistiska egoismen. Verket färdigställdes året efter hans död av hustrun Katharine Walker. Han verkade under den oroliga tid i Chicago som utmynnade i Haymarketmassakern 1886.